# Петро I допитує царевича Олексія Петровича в Петергофі
«Петро I допитує царевича Олексія Петровича в Петергофі» (рос. Пётр I допрашивает царевича Алексея Петровича в Петергофе) — картина російського художника Миколи Ге (1831—1894), написана в 1871 році. Вона є частиною зборів Державної Третьяковської галереї (інв. 2630). Розмір картини — 135,7 × 173 см.
Картина була написана художником Ге для 1-ї виставки Товариства пересувних художніх виставок («передвижників»), відкриття якої відбулось у Петербурзі в листопаді 1871 року. Зокрема, актуальність обраної художником теми була пов'язана з наближенням в той час 200-річного ювілею Петра I (1672—1725). Ще до виставки картина була куплена у автора Павлом Третьяковим.
Микола Ге написав кілька авторських повторень картини, одне з яких було придбане Олександром II — в даний час картина належить колекції Державного Російського музею.

## Історія
До початку 1870 року Микола Ге повернувся в Росію з Італії, де він жив і працював у 1857—1863 та 1864—1869 роках. Остаточний переїзд відбувся в травні 1870 року, коли він разом з сім'єю оселився на Васильєвському острові в Санкт-Петербурзі. У цей період Ге зблизився з прогресивними художниками і письменниками, став одним із засновників Товариства пересувних художніх виставок (ТПХВ). У його творчості стали з'являтися сюжети, пов'язані з російською історією XVIII—XIX століть. Одним з перших творів на цю тему і стала картина «Петро I і царевич Олексій» — сюжет, пов'язаний з Петром I, був актуальний в зв'язку з наближенням 200-ї річниці з дня його народження.

Сам Ге так писав про це у своїх спогадах:
|  | Десять лет, прожитых в Италии, оказали на меня своё влияние, и я вернулся оттуда совершенным итальянцем, видящим всё в России в новом свете. Я чувствовал во всём и везде влияние и след петровской реформы. Чувство это было так сильно, что я невольно увлёкся Петром и, под влиянием этого увлечения, задумал свою картину «Пётр I и царевич Алексей». |

У міру того як Ге працював над картиною, він вивчав історичні документи, пов'язані з діяльністю Петра I. Мабуть, він обговорював їх зі своїми друзями і знайомими — зокрема, з істориком і публіцистом Миколою Костомаровим. В результаті початкове ідеалізування особистості Петра I змінилося більш реалістичною оцінкою, пов'язаною з розумінням жорстокості і страждань, якими були оплачені успіхи перетворень петровської епохи. Сам Микола Ге так описував цю ситуацію:
|  | Во время писания картины «Пётр I и царевич Алексей» я питал симпатии к Петру, но затем, изучив многие документы, увидел, что симпатии не может быть. Я взвинчивал в себе симпатию к Петру, говорил, что у него общественные интересы были выше чувства отца, и это оправдывало жестокость его, но убивало идеал. |

Микола Ге готував картину «Петро I допитує царевича Олексія Петровича в Петергофі» для 1-ї виставки Товариства пересувних художніх виставок («передвижників»), відкриття якої кілька разів відкладалося, але врешті-решт відбулося в Петербурзі в листопаді 1871 року. Павло Третьяков купив картину прямо з майстерні художника, незадовго до початку виставки — це полотно стало першою картиною Ге, придбаною Третьяковим для своєї колекції.
Під час виставки картина сподобалася імператору Олександру II, який теж висловив бажання її купити — при цьому ніхто не наважився повідомити йому про те, що картина вже продана. Щоб вирішити цю проблему, Ге попросили написати для Третьякова авторську копію, а оригінал віддати Олександру II. Проте, художник заявив, що без згоди Павла Михайловича він цього робити не буде, і в результаті оригінал був відданий Третьякову, а для Олександра II було написано авторське повторення, яке згодом перейшло в колекцію Російського музею.

## Сюжет і опис
На картині в інтер'єрі петергофского палацу Монплезир зображені Петро I і його син Олексій Петрович. Петро I сидить праворуч від столу в кріслі, обробленому червоним Оксамитом, а зліва від столу стоїть царевич Олексій. На полотні представлене психологічне трактування історичної драми. Царевич Олексій, незадоволений жорстким і деспотичним стилем, в якому проводилися реформи Петра I, втік до Західної Європи, але був звідти повернутий і звинувачений в підготовці захоплення влади в Росії. З відома його батька, Петра I, Олексій Петрович був арештований у Петропавлівській фортеці, де помер від тортур 26 червня 1718 року.
Незважаючи на зовнішній спокій Петра I і царевича Олексія, їх внутрішній стан повний переживань і душевної напруги. Мабуть, між ними сталося бурхливе обговорення, в результаті якого Петро I ще більш упевнився в зраді сина, що підтверджується розкладеними на столі документами (один із паперів упав на підлогу). Перш ніж винести вирок, Петро I вдивляється в обличчя сина, все ще сподіваючись побачити в ньому ознаки каяття. Олексій же під пильним поглядом батька опустив очі — впевнений в тому, що Петро I не зважиться засудити до смерті власного сина, він мовчить і не просить прощення.
Світлотіньове рішення композиції підкреслює різницю між персонажами. За словами мистецтвознавиці Тетяни Карпової, фігура царевича Олексія освітлена більш блідим, «немов місячним, мертвотним світлом», яке в цій ситуації символізує те, що «він вже більше належить царству тіней, ніж реальному життю з його пристрастями і фарбами». У той же час, особа Петра I навпаки, «енергійно виліплене контрастною світлотінню». Кут столу і звисаюча з нього червоно-чорна скатертина («кольору жалоби») як би розділяє батька і сина та віщуює трагічну розв'язку цієї драми. Чергування чорних і білих плиток підлоги має кілька тлумачень — «і вираз духу регулярності Петровської епохи, і чорне та біле в характерах Петра і царевича, і шахівниця, на якій розігрується фінал партії, програної Олексієм».
В історичних документах немає свідоцтв того, що Петро I коли-небудь допитував царевича Олексія в палаці Монплезир, який до 1718 року ще не був повністю добудований — навпаки, є твердження, що «насправді це відбувалося не в Монплезирі». Також вважають, що навряд чи Петро I допитував царевича сам на сам. Хоча Ге, мабуть, знав про це, тим не менш, він вирішив зобразити на картині тільки Петра і Олексія, щоб мати можливість зосередитися на психології їхніх переживань.
Зображений на картині момент болісного пошуку рішення свідчить про те, що Ге хотів показати Петра I не катом, а батьком, який переступає через свої особисті пристрасті заради інтересів держави. Мистецтвознавиця Алла Верещагіна відзначала, що «вперше в російському історичному живописі були створені типові, чужі ідеалізаційні образи реальних історичних діячів», оскільки «психологізм зумовив справжній історизм твору».

## Ескізи і повторення картини

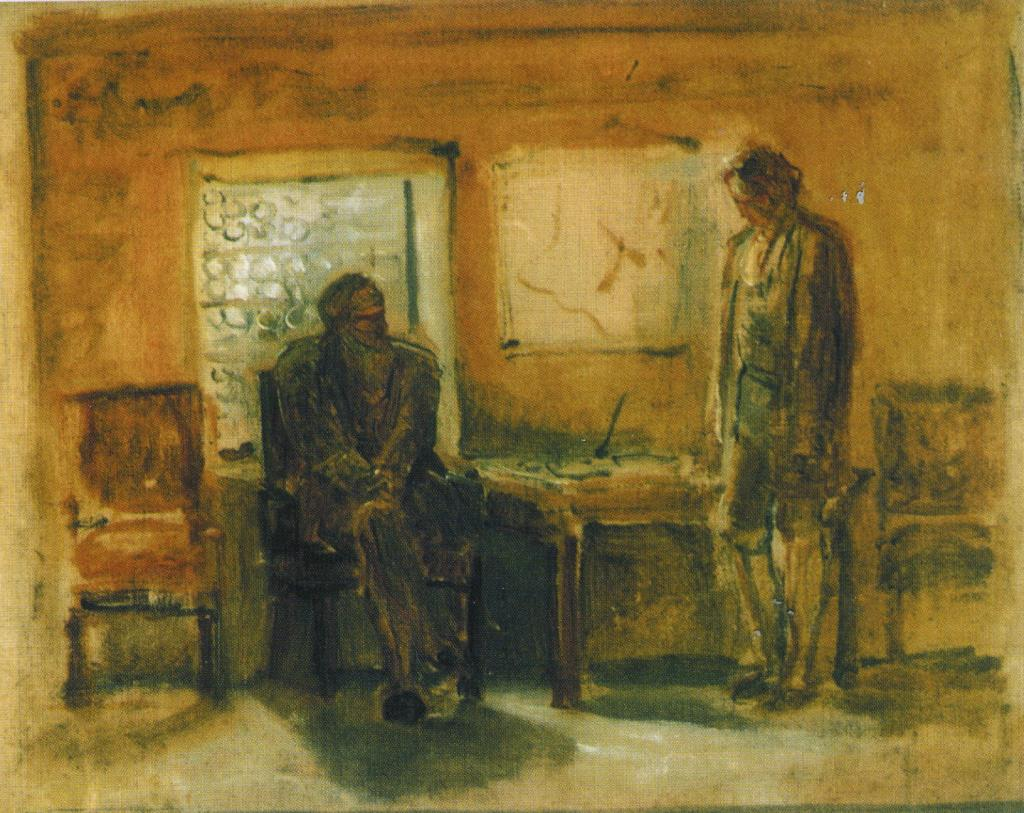
Петро I допитує царевича Олексія Петровича в Петергофі (ескіз, 1870, ДТГ)

У Третьяковській галереї також знаходиться однойменний ескіз цієї картини (1870, полотно, олія, 22 × 26,7 см, інв. Ж-593), який був придбаний у спадкоємців О. А. Курінного в 1970 році.  Існує кілька повноформатних однойменних авторських повторень картини. Одне з них знаходиться в Державному Російському музеї (1872, полотно, олія, 134,5 × 173 см, інв. Ж-4142), куди воно надійшло в 1897 році з Ермітажу. Інше повторення, також датоване 1872 роком, знаходиться в Державному музеї мистецтв Узбекистану в Ташкенті. Воно надійшло туди з колекції великого князя Миколи Костянтиновича (за деякими відомостями, раніше це полотно було в колекції його батька, великого князя Костянтина Миколайовича). Крім цього, недатоване авторське повторення знаходиться в Державному музеї образотворчих мистецтв Туркменістану в Ашгабаті.
Відомі також і зменшені авторські повторення цього полотна. Одне з них, датоване 1874 роком, знаходиться в Рибінському державному історико-архітектурному і художньому музеї-заповіднику (полотно, олія, 58,4 × 74,3 см, інв. Ж-211). Інше зменшене повторення, також датоване 1874 роком, належить колекції Новгородського державного об'єднаного музею-заповідника. Ще одне зменшене повторення, датоване 1878 роком, знаходиться в приватній колекції в Києві.

## Відгуки та критика
В оглядовій статті «Перша російська пересувна художня виставка», опублікованій в журналі «Вітчизняні записки», письменник і критик Михайло Салтиков-Щедрін приділив велику увагу картині Ге. Зокрема, він писав:
|  | На первом плане мы встречаемся здесь с картиною профессора Ге «Петр Великий, допрашивающий своего сына». Перед нами всего две фигуры и строго-простая обстановка, не имеющая ничего бьющего в глаза <…> Тем не менее всякий, кто видел эти две простые, вовсе не эффектно поставленные фигуры, должен будет сознаться, что он был свидетелем одной из тех потрясающих драм, которые никогда не изглаживаются из памяти. |

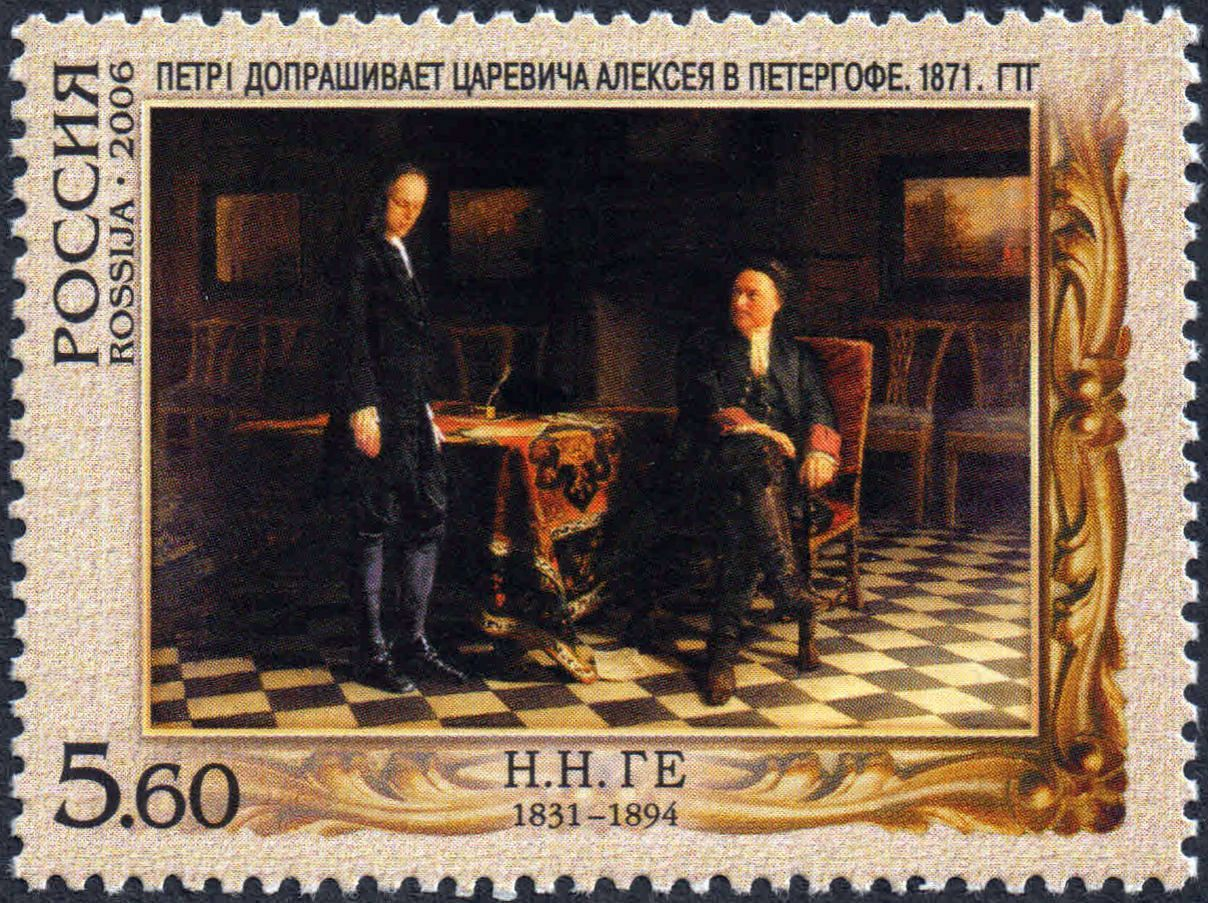
Картина «Петро I допитує царевича Олексія в Петергофі» на поштовій марці Росії 2006 року

Помічаючи, що, «очевидно, особистість Петра надзвичайно симпатична пану Ге», Салтиков-Щедрін і зі свого боку дає високу оцінку ролі Петра I в російській історії і його моральним якостям. Він позитивно оцінює петровські реформи, вважаючи, що наступні невдачі деяких з них сталися не з вини Петра, «а тому, що продовжувачі його справи підтримували тільки букву реформ і зовсім забули розум їх». Тому в зображеному на картині конфлікті симпатії Салтикова-Щедріна повністю на боці Петра, який побоювався, що царевич Олексій, зійшовши на престол в якості його спадкоємця, зруйнує багато з того, що було їм створено. За словами Салтикова-Щедріна, «фігура Петра представляється сповненою тієї світлої краси, яку дає людині тільки безсумнівно прекрасний внутрішній світ», в той час як для царевича Олексія побачення з батьком теж «було багатим моральних тривог, але ці тривоги іншої, безсумнівно низинної властивості».

Статтю про 1-у пересувну виставку опублікував і художній критик Володимир Стасов, який також розглядав картину Ге як один з кращих представлених творів. Зокрема, він писав:
|  | Еще ни одна из прежних картин г. Ге не носила такой печати зрелости и мастерства, как эта. Сила и колоритность письма даже в таких мелочах, как, например, разноцветный ковер на столе, простота и необыкновенная правда каждой подробности, начиная от головы Петра <…> и до его пыльных сапогов и кафтана, делают эту картину одною из русских драгоценностей, наравне с лучшими историческими картинами нового западного искусства. |

При цьому, на відміну від Салтикова-Щедріна, Стасов більш критично ставився до особистості Петра I, вважаючи його тираном і деспотом, а царевича Олексія — жертвою, і саме з цієї точки зору він критикував композицію картини Ге.
Мистецтвознавець Наталя Зограф, що досліджувала творчість Ге, писала, що ця картина — «одне з найбільш яскравих свідчень зближення мистецтва Ге з мистецтвом його співтоваришів-передвижників», оскільки при оцінці історичних діячів «його цікавлять перш за все внутрішні, психологічні мотиви вчинків», і їм «керує потреба оцінювати людей і події в їх моральному сенсі».